# Оберергайм
Оберергайм (фр. Oberhergheim) — коммуна на северо-востоке Франции в регионе Гранд-Эст (бывший Эльзас — Шампань — Арденны — Лотарингия), департамент Верхний Рейн, округ Тан — Гебвиллер, кантон Энсисем. До марта 2015 года коммуна в составе кантона Энсисем административно входила в округ Гебвиллер.

## Географическое положение

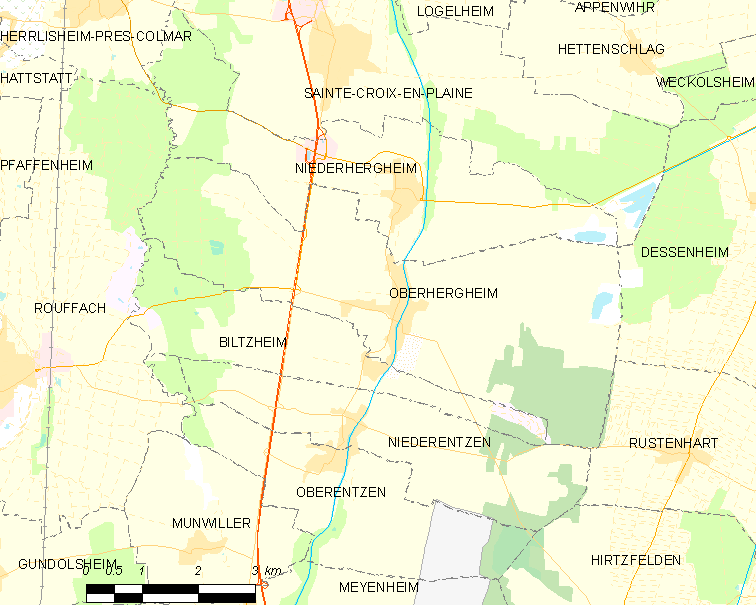
На карте

Коммуна расположена на расстоянии около 390 км на восток от Парижа, в 75 км южнее Страсбура и в 14 км южнее Кольмара.
Площадь коммуны — 19,86 км², население — 1161 человек (2006) с тенденцией к росту: 1200 человек (2012), плотность населения — 60,4 чел/км².

## Население
Численность населения коммуны в 2011 году составляла 1195 человек, а в 2012 году — 1200 человек.
| 1962 | 1968 | 1975 | 1982 | 1990 | 1999 | 2005 | 2006 | 2008 | 2011 | 2012 |
| ---- | ---- | ---- | ---- | ---- | ---- | ---- | ---- | ---- | ---- | ---- |
| 874  | 894  | 903  | 957  | 1071 | 1102 | 1151 | 1161 | 1182 | 1195 | 1200 |

Динамика населения:

## Экономика
В 2010 году из 778 человек трудоспособного возраста (от 15 до 64 лет) 606 были экономически активными, 172 — неактивными (показатель активности 77,9 %, в 1999 году — 73,3 %). Из 606 активных трудоспособных жителей работали 567 человек (290 мужчин и 277 женщин), 39 числились безработными (16 мужчин и 23 женщины). Среди 172 трудоспособных неактивных граждан 54 были учениками либо студентами, 73 — пенсионерами, а ещё 45 — были неактивны в силу других причин.
На протяжении 2011 года в коммуне числилось 480 облагаемых налогом домохозяйств, в которых проживало 1191,5 человек. При этом медиана доходов составила 21708 евро на одного налогоплательщика.

## Достопримечательности (фотогалерея)

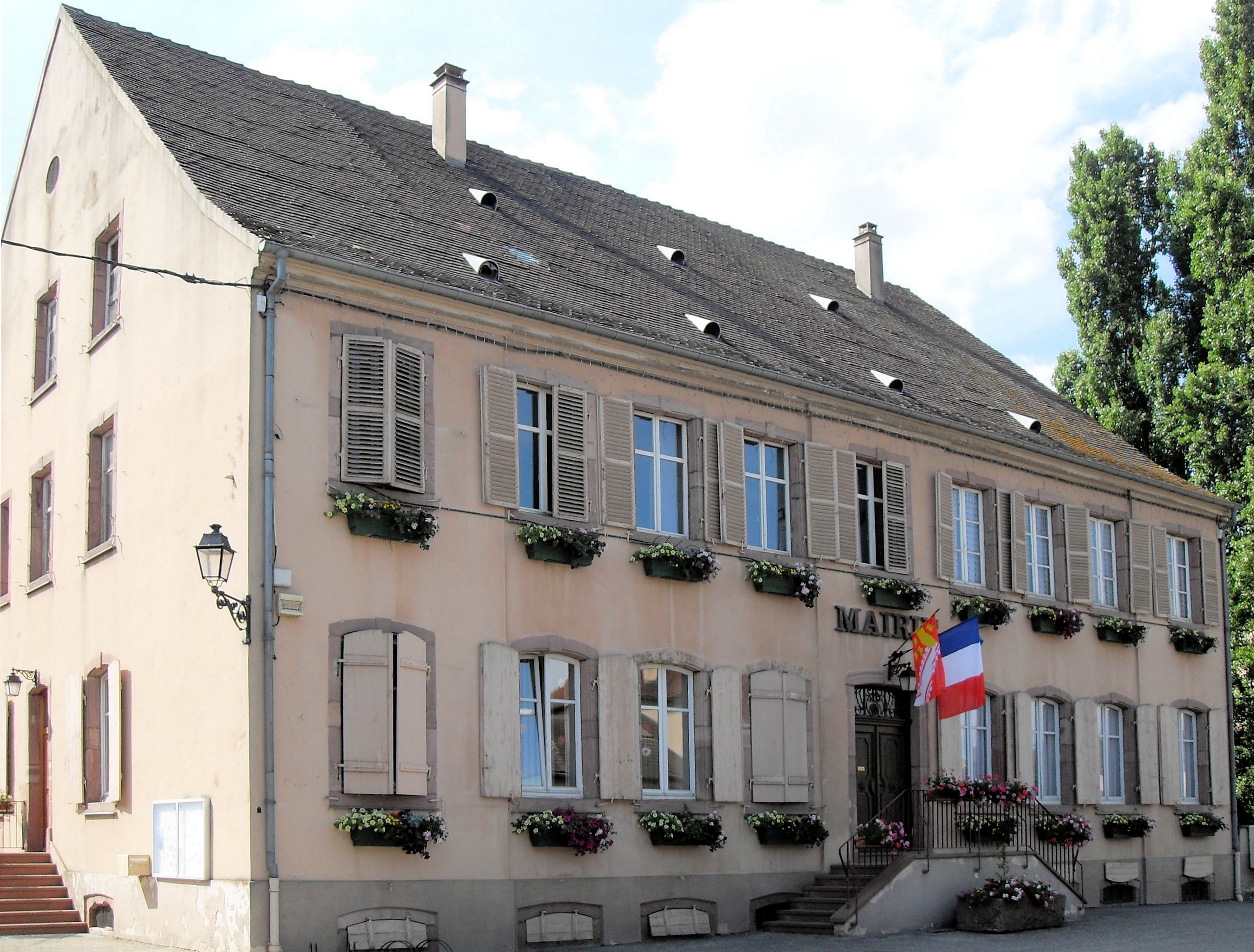
Здание мэрии
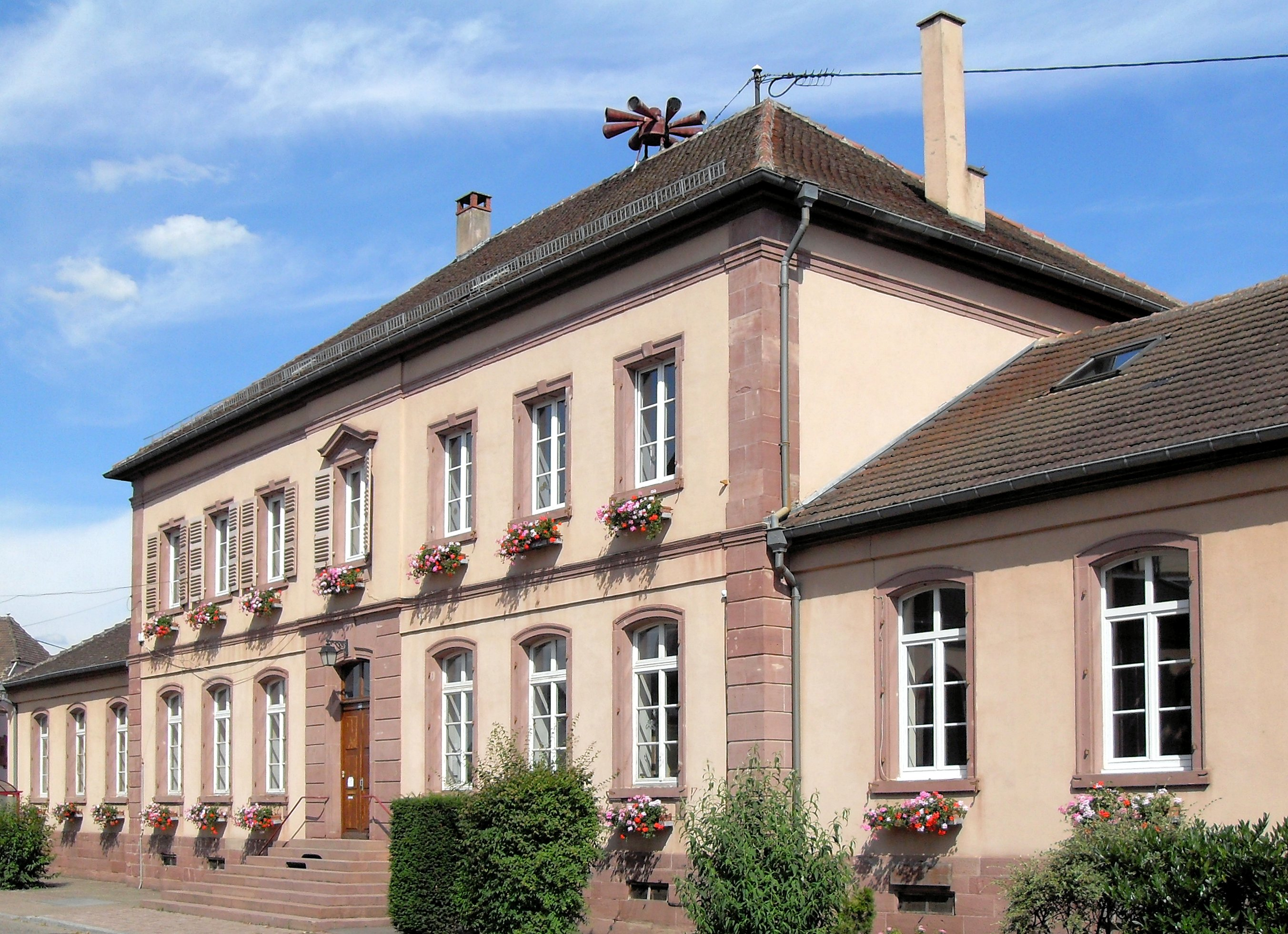
Здание школы